# Алан Ґровер
Алан Ґровер (англ. Alan Grover, 24 вересня 1944 — 12 травня 2019) — австралійський академічний веслувальник.
Срібний призер Олімпійських Ігор 1968 року в складі вісімки, учасник 1964, 1972 років.